# Passos en la boira
Passos en la boira (en l'original anglès: Footsteps in the Fog) és una pel·lícula dirigida per Arthur Lubin, protagonitzada per Jean Simmons i Stewart Granger, estrenada el 1955. Ha estat doblada al català.

## Argument[2]
Una noia (Lily) és contractada com a serventa a la casa d'un sinistre noble de l'Anglaterra victoriana (Stephen Lowry). Poc després, la dona d'aquest mor per causes no explicades, encara que la nouvinguda a la casa sospita de l'honestedat del seu senyor. Aviat descobreix que aquest ha assassinat la seva esposa, i decideix fer-li xantatge a canvi del seu silenci, activitat que acaba sent bastant arriscada, ja que Lowry intenta desfer-se del testimoni de Lily una nit de boira, però s'equivoca i mata una altra dona. Gràcies a Lily, justament la persona que més odia, és exculpat.

## Comentari
Aquest clàssic de Arthur Lubin destaca per la suggeridora ambigüitat que desprenen els personatge, una serventa que fa xantatge al senyor de la mansió on treballa després d'haver descobert que podria haver matat la seva esposa. Lleugeres reminiscències de films com Murder in Thornton Square planen sobre aquest thriller de suspens, protagonitzat pel llavors matrimoni format per Jean Simmons i Stewart Granger, impecables en la seva interpretació.

## Repartiment
- Stewart Granger: Stephen Lowry
- Jean Simmons: Lily Watkins
- Bill Travers: David MacDonald
- Finlay Currie: Inspector Peters
- Ronald Squire: Alfred Travers
- Belinda Lee: Elizabeth Travers